# Yevgeny Ivanovich Zamyatin
Yevgeny Ivanovich Zamyatin (tiếng Nga: Евге́ний Ива́нович Замя́тин, IPA: [jɪvˈɡʲenʲɪj ɪˈvanəvʲɪtɕ zɐˈmʲætʲɪn]; 20 tháng 1 (Julian) / 1 tháng 2 (Gregorian), 1884 – 10 tháng 3 năm 1937), đôi lúc được gọi theo kiểu tên tiếng Anh là Eugene Zamyatin, là nhà văn khoa học viễn tưởng và châm biếm chính trị người Nga. Ông nổi tiếng với cuốn tiểu thuyết Chúng tôi xuất bản năm 1921, một câu chuyện lấy bối cảnh về nhà nước công an trị trong tương lai theo hướng dystopia (phản địa đàng).
Dù từng là một thành viên cốt cán của tổ chức Cựu Bolshevik, Zamyatin đã bị khuấy động sâu sắc bởi các chính sách theo đuổi của CPSU từ sau cuộc Cách mạng Tháng Mười. Năm 1921, Chúng tôi trở thành tác phẩm đầu tiên bị hội đồng kiểm duyệt Liên Xô cấm phát hành. Sau cùng, Zamyatin đành phải sắp xếp lén đưa quyển Chúng tôi sang xuất bản tại phương Tây để tránh khỏi bị kiểm duyệt. Sự phẫn nộ sau đó nảy sinh trong Đảng và Hội Nhà văn Liên Xô đã trực tiếp đưa ra lời đề nghị lưu vong thành công cho phép Zamyatin được rời khỏi quê hương. Do việc sử dụng các tác phẩm văn học của ông để chỉ trích xã hội Liên Xô, Zamyatin được coi là một trong những nhà bất đồng chính kiến Liên Xô đầu tiên.

## Thân thế
Zamyatin chào đời ở Lebedyan, tỉnh Tambov, 300 km (186 mi) phía nam Moskva. Cha của ông là một linh mục và giáo chức Chính thống giáo Nga, và mẹ ông là nhạc sĩ. Trong một bài tiểu luận năm 1922, Zamyatin nhớ lại, "Bạn sẽ thấy một đứa trẻ cực kỳ cô đơn, không có bạn đồng hành cùng trang lứa, phải cam chịu, qua một cuốn sách, hoặc dưới cây đàn piano, mà mẹ nó đang chơi nhạc Chopin."
Ông có thể đã có cảm giác kèm kể từ lúc nhận biết mặt chữ và màu âm. Chẳng hạn, ông đã nhìn thấy chữ Л như có âm sắc xanh nhạt, tươi mát và nhạt nhẽo.
Tốt nghiệp trung học xong, Zamyatin bèn theo học lớp kỹ sư hải quân tại Saint Petersburg từ năm 1902 đến năm 1908, trong thời gian đó ông gia nhập Bolshevik. Ông đã bị bắt giữ trong cuộc Cách mạng Nga năm 1905 và bị đưa vào nội địa sống lưu vong ở Siberia. Tuy nhiên, ông đã trốn thoát và trở về Saint Petersburg sống bất hợp pháp trước khi chuyển đến Đại Công quốc Phần Lan vào năm 1906 để hoàn thành chương trình học dang dở.
Sau khi trở về Nga, ông bắt đầu viết tiểu thuyết như một sở thích riêng tư. Chính vì vậy mà ông lại bị nhà chức trách bắt giam và lưu đày lần thứ hai vào năm 1911, nhưng về sau được ân xá vào năm 1913. Cuốn Uyezdnoye (Một câu chuyện tỉnh lẻ) của ông ra mắt năm 1913, với giọng văn châm biếm về đời sống ở một thị trấn nhỏ của Nga, đã khiến ông nổi như cồn. Năm sau, ông cố gắng như đang phỉ báng quân đội Đế quốc Nga trong câu chuyện nhan đề Na Kulichkakh (Đến tận cùng thế giới). Ông vẫn tiếp tục đóng góp vô số bài báo cho nhiều tờ báo Marxist khác nhau.
Sau khi tốt nghiệp kỹ sư Hải quân Hoàng gia Nga, Zamyatin đã làm việc chuyên nghiệp trong và ngoài nước. Năm 1916, ông được phái đến Vương quốc Anh để giám sát công đoạn chế tạo tàu phá băng tại các xưởng đóng tàu ở Walker và Wallsend trong khi sinh sống ở Newcastle trên sông Tyne.

## Sự nghiệp văn học
Zamyatin về sau nhớ lại, "Ở nước Anh, Tôi đóng các con tàu, ngắm nhìn tàn tích những lâu đài cổ xưa, lắng nghe những tiếng bom rơi của những chiếc tàu bay Zeppelin của Đức, và viết Cư dân đảo quốc. Tôi hối hận rằng mình đã không tận mắt chứng kiến cuộc Cách mạng Tháng Hai và chỉ biết đến cuộc Cách mạng Tháng Mười (Tôi bèn quay về Petersburg, vượt qua đám tàu ngầm Đức, trong một chiếc tàu với đèn đuốc tắt hết, đeo dây thắt lưng trong suốt thời gian, đúng lúc vào tháng Mười). Điều này cũng giống như chưa từng được yêu và thức dậy vào một buổi sáng đã lập gia đình được chừng mười năm hay lâu hơn.."
Cư dân đảo quốc của Zamyatin, châm biếm về lối sống theo kiểu Anh, và tác phẩm có chủ đề tương tự nhan đề Nhà truyền giáo, được xuất bản sau khi ông trở lại Nga vào cuối năm 1917. Sau cuộc Cách mạng Nga năm 1917, ông làm biên tập viên cho một số tạp chí, diễn thuyết về việc sáng tác và đảm nhận việc biên tập bản dịch tiếng Nga các tác phẩm của Jack London, O. Henry, H. G. Wells và những người khác. Zamyatin ban đầu ủng hộ cuộc Cách mạng Tháng Mười, nhưng đã phản đối việc sử dụng kiểm duyệt ngày càng gia tăng.
Cá tác phẩm của ông ngày càng trở nên mang tính châm biếm và phê phán đối với CPSU. Mặc dù ông ủng hộ CPSU trước khi họ lên nắm quyền, ông dần dần không đồng ý với chính sách của họ, đặc biệt là về vấn đề kiểm duyệt văn học nghệ thuật. Trong bài tiểu luận năm 1921 "Tôi sợ," Zamyatin viết rằng: "Văn học thực sự chỉ có thể tồn tại khi nó được tạo ra, không phải bởi các quan chức chuyên cần và đáng tin cậy, mà bởi những kẻ điên, những ẩn sĩ, những kẻ dị giáo, những kẻ mơ mộng, những kẻ phản động và những kẻ hoài nghi."  Thái độ này làm cho vị thế của ông ngày càng trở nên khó khăn như trong thập niên 1920. Năm 1923, Zamyatin sắp xếp lén đưa bản thảo cuốn tiểu thuyết Chúng tôi cho E.P. Dutton and Company ở Thành phố New York. Sau khi được Gregory Zilboorg dịch sang tiếng Anh, cuốn tiểu thuyết được xuất bản vào năm 1924.
Sau đó vào năm 1927, Zamyatin tiến xa thêm một bước nữa. Ông đã chuyển lậu bản gốc tiếng Nga cho Marc Lvovich Slonim (1894–1976), về sau là biên tập viên của một tạp chí phần tử lưu vong Nga và nhà xuất bản có trụ sở đặt tại Praha. Trước sự phẫn nộ của Nhà nước Liên Xô, bản sao của ấn bản Slonim đã bắt đầu được đưa trở lại Liên Xô và bí mật truyền từ tay người này sang tay người khác. Việc Zamyatin giao dịch với các nhà xuất bản phương Tây đã khiến cho Nhà nước Liên Xô phải tung ra một cuộc công kích hàng loạt chống lại ông. Kết quả là, ông bị đưa vào danh sách đen cấm không được xuất bản bất cứ thứ gì ở quê nhà.
Chúng tôi thường được mang ra thảo luận như là một tác phẩm châm biếm chính trị nhằm vào nhà nước công an trị của Liên Xô. Tuy có nhiều ý kiến trái chiều khác nhau. Nó có thể được xem xét như là (1) một cuộc bút chiến chống lại chủ nghĩa xã hội khoa học lạc quan của H. G. Wells, có những tác phẩm mà Zamyatin đã từng cho xuất bản, và với những câu thơ anh hùng của các (Nga) Nhà thơ Vô sản, (2) như một ví dụ của lý thuyết Biểu hiện, và (3) là một minh hoạ cho lý thuyết nguyên mẫu của Carl Jung như đã áp dụng cho văn học. George Orwell tin rằng cuốn tiểu thuyết Brave New World (1932) của Aldous Huxley phải được lấy một phần từ Chúng tôi. Tuy nhiên, trong một lá thư năm 1962 gửi cho Christopher Collins, Huxley nói rằng ông đã viết Brave New World như một phản ứng đối với thế giới không tưởng (utopia) của H.G. Wells từ lâu lắm rồi trước khi ông nghe nói đến quyển Chúng tôi. Kurt Vonnegut nói rằng trong quá trình sáng tác Player Piano (1952) ông đã "phấn khởi xé toạc ra cốt truyện của Brave New World, có cốt truyện đã từng được xé toạc một cách vui sướng từ Chúng tôi của Yevgeny Zamyatin." Năm 1994, Chúng tôi đã nhận giải Prometheus trong thể loại "Đại sảnh Danh vọng" của Hội Vị lai Tự do Cá nhân.
Bên cạnh Chúng tôi, Zamyatin còn viết một số truyện ngắn, dưới dạng câu chuyện thần tiên, tạo thành những lời chỉ trích châm biếm hệ tư tưởng Cộng sản. Trong một câu chuyện, vị thị trưởng thành phố quyết định rằng để làm cho mọi người được hạnh phúc, ông sẽ phải làm cho mọi người được bình đẳng. Ngài thị trưởng sau đó ép buộc tất cả mọi người, bao gồm cả bản thân mình, vào sống trong một trại lính lớn, rồi cho cạo trọc đầu bằng nhau, và sau biến thành kiểu người khuyết tật về trí óc để cân bằng trí thông minh từ trên xuống dưới. Cốt truyện này rất giống với cốt truyện của The New Utopia (1891) của nhà văn Jerome K. Jerome có những tác phẩm sưu tập được xuất bản ba lần tại Nga trước năm 1917. Đổi lại, câu chuyện ngắn của Kurt Vonnegut nhan đề "Harrison Bergeron" (1961) có những điểm tương đồng dị biệt với câu chuyện của Zamyatin.
Max Eastman, một nhà cộng sản Mỹ cũng bị đổ vỡ tương tự với niềm tin cũ của ông, mô tả chiến dịch của Bộ Chính trị chống lại Zamyatin trong cuốn sách nhan đề Artists in Uniform (Nghệ sĩ trong bộ đồng phục).

## Trốn tránh và cái chết
Năm 1931, Zamyatin đã kháng cáo trực tiếp với Joseph Stalin, xin được phép rời khỏi Liên Xô. Trong bức thư này, Zamyatin đã viết, "Tôi không muốn che giấu lý do cơ bản để tôi xin phép đi nước ngoài với vợ tôi chính là vị thế tuyệt vọng của tôi ở đây như là một nhà văn, bản án tử hình đã được tuyên bố dành cho tôi với tư cách là một nhà văn ở tại quê nhà.". Với sự khích lệ của Maxim Gorky, Stalin đã đồng ý với yêu cầu của Zamyatin.
Zamyatin cùng vợ sang định cư ở Paris, bên đây ông cộng tác với đạo diễn phim người Pháp Jean Renoir. Bộ phim chuyển thể tác phẩm của Gorky The Lower Depths năm 1936 của Renoir với kịch bản được Zamyatin viết chung.
Yevgeny Zamyatin qua đời trong cảnh túng quẫn vì cơn đau tim vào năm 1937. Chỉ có một nhóm bạn nhỏ là có mặt trong buổi lễ mai táng này. Tuy nhiên, một trong những người dự tang lễ của ông là nhà xuất bản tiếng Nga Marc Slonim, người đã kết bạn với Zamyatins. Mộ của Zamyatin có thể được tìm thấy ở Cimetière de Thiais, phía nam Paris.

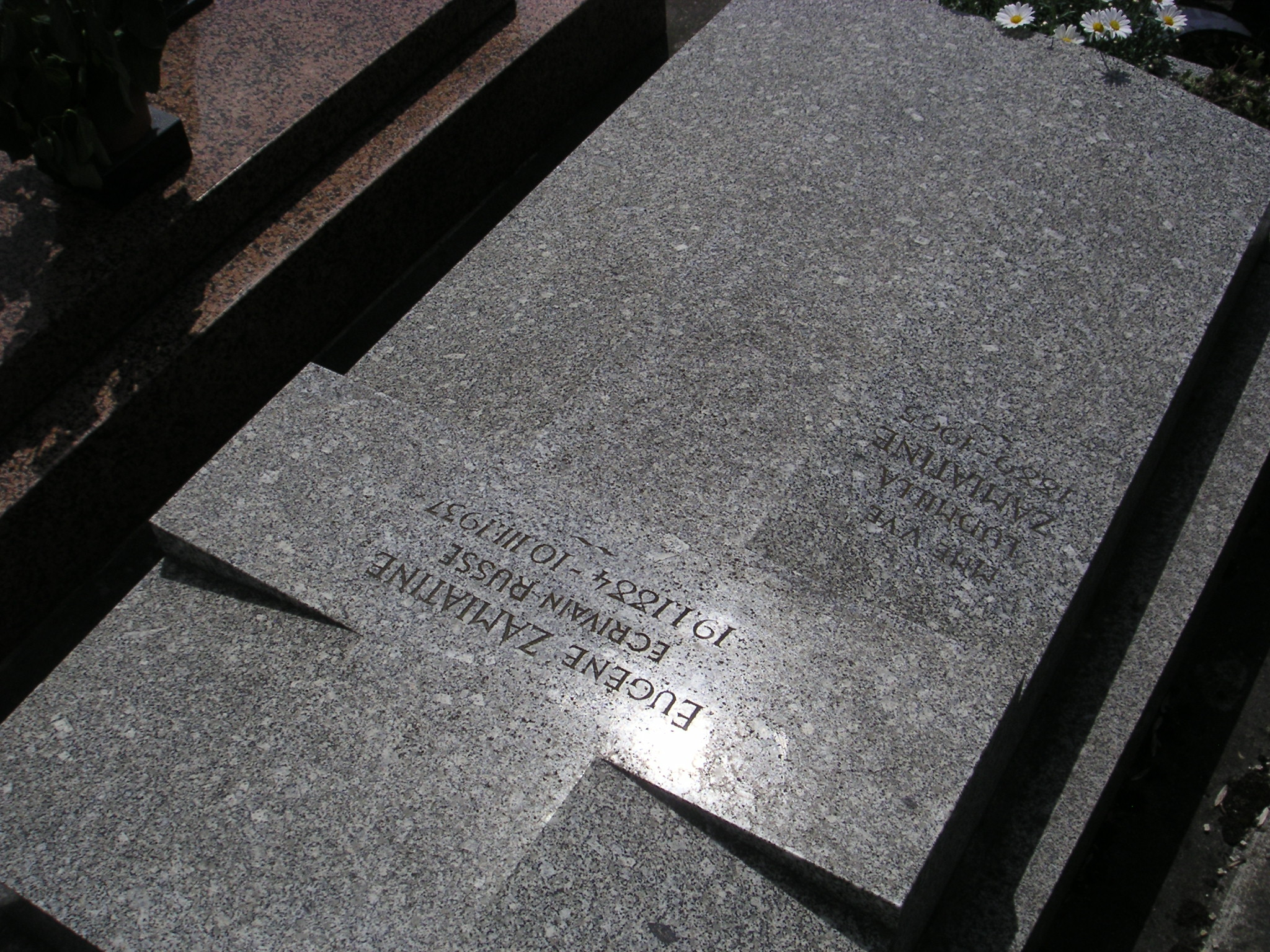
Ngôi mộ của Yevgeny Zamyatin ở "Cimetière de Thiais", Khu 21, Hàng 5, Mộ 36.

## Di sản
Chúng tôi, cuốn tiểu thuyết Nga năm 1921, đã trực tiếp truyền cảm hứng cho:
- Một thế giới dũng cảm (1932) của Aldous Huxley[17]
- Anthem (1938) của Ayn Rand[18]
- Một chín tám tư (1949) của George Orwell[19]
- Nghệ sĩ dương cầm (1952) của Kurt Vonnegut[20]
- The Dispossessed (1974) của Ursula K. Le Guin[21]

## Tác phẩm chính
- Uezdnoe (Уездное), 1913 – 'A Provincial Tale' (tr. Mirra Ginsburg, trong The Dragon: Fifteen Stories, 1966)
- Na kulichkakh (На куличках), 1914 – A Godforsaken Hole (tr. Walker Foard, 1988)
- Ostrovitiane (Островитяне), 1918 – 'The Islanders' (tr. T.S. Berczynski, 1978) / 'Islanders' (tr. Sophie Fuller và Julian Sacchi, trong Islanders and the Fisher of Men, 1984)
- Mamai (Мамай), 1921 – 'Mamai' (tr. Neil Cornwell, in Stand, 4. 1976)
- Lovets chelovekov (Ловец человеков), 1921 – 'The Fisher of Men' (tr. Sophie Fuller và Julian Sacchi, trong Islanders and the Fisher of Men, 1984)
- Peshchera (Пещера), 1922 – 'The Cave' (tr. Mirra Ginsburg, Fantasy and Science Fiction, 1969) – The House in the Snow-Drifts (Dom v sugrobakh), phim chuyển thể năm 1927, sản xuất Sovkino, đạo diễn Friedrich *Ermler, diễn viên Fyodor Nikitin, Tatyana Okova, Valeri Solovtsov, A. Bastunova
- Ogni sviatogo Dominika (Огни святого Доминика), 1922 (kịch)
- Bol'shim detiam skazki (Большим детям сказки), 1922
- Robert Maier (Роберт Майер), 1922
- Gerbert Uells (Герберт Уэллс), 1922 [H.G. Wells]
- On Literature, Revolution, and Entropy, 1924
- Rasskaz o samom glavnom (Рассказ о самом главном), 1924 – 'A Story about the Most Important Thing' (tr. Mirra Ginsburg, trong *The Dragon: Fifteen Stories, 1966)
- Blokha (Блоха), 1926 (kịch, dựa trên câu chuyện dân gian Levsha của Leskov được dịch thành The Left-Handed Craftsman)
- Obshchestvo pochotnykh zvonarei (Общество почетных звонарей), 1926 (kịch)
- Attila (Аттила), 1925–27
- My: Roman (Мы: Роман), 'We: A Novel' 1927 (translations: Gregory Zilboorg, 1924; Bernard Guilbert Guerney, 1970, Mirra Ginsburg, 1972; Alex Miller, 1991; Clarence Brown, 1993; Natasha Randall, 2006; bản sách tiếng Nga đầu tiên năm 1952, U.S.) – Wir, phim truyền hình năm 1982, đạo diễn Vojtech Jasny, kịch bản Claus Hubalek, diễn viên Dieter Laser, Sabine von Maydell, Susanne nAltschul, Giovanni Früh, Gert Haucke
- Nechestivye rasskazy (Нечестивые рассказы), 1927
- Severnaia liubov' (Северная любовь), 1928
- Sobranie sochinenii (Собрание сочинений), 1929 (4 tập)
- Zhitie blokhi ot dnia chudesnogo ee rozhdeniia (Житие блохи от дня чудесного ее рождения), 1929
- 'Navodnenie', 1929 – The Flood (tr. Mirra Ginsburg, in The Dragon: Fifteen Stories, 1966) – Phim chuyển thể năm 1994, dir. Igor Minayev, starring Isabelle Huppert, Boris Nevzorov, Svetlana Kryuchkova, Mariya Lipkina
- Sensatsiia, 1930 (từ vở kịch The Front Page, của Ben Hecht và Charles Mac Arthur)
- Dead Man's Sole, 1932 tr. không rõ
- Nos: opera v 3-kh aktakh po N.V. Gogoliu, 1930 (ca kịch với số khác) – The Nose: Based on a Tale by Gogol (âm nhạc của Dmitri Shostakovich; tr. Merle and Deena Puffer, 1965)
- Les Bas-Fonds / The Lower Depths, 1936 (kịch bản dựa trên vở kịch của Gorky) – Phim do hãng Films Albatros sản xuất, kịch bản của Yevgeni Zamyatin (as E. Zamiatine), Jacques Companéez, Jean Renoir, Charles Spaak, dir. Jean Renoir, diễn viên Jean Gabin, Junie Astor, Suzy Prim, Louis Jouvet
- Bich Bozhii, 1937
- Litsa, 1955 – A Soviet Heretic: Essays (tr. Mirra Ginsburg, 1970)
- The Dragon: Fifteen Stories, 1966 (tr. Mirra Ginsburg, tái bản thành The Dragon and Other Stories)
- Povesti i rasskazy, 1969 (D.J. Richards giới thiệu)
- Sochineniia, 1970–88 (4 vols.)
- Islanders and the Fisher of Men, 1984 (tr. Sophie Fuller và Julian Sacchi)
- Povesti. Rasskazy, 1986
- Sochineniia, 1988 (ed. T.V. Gromov)
- My: Romany, povesti, rasskazy, skazki, 1989
- Izbrannye proizvedeniia: povesti, rasskazy, skazki, roman, pesy, 1989 (ed. A.Iu. Galushkin)
- Izbrannye proizvedeniia, 1990 (ed. E. Skorosnelova)
- Izbrannye proizvedeniia, 1990 (2 tập, ed. O. Mikhailov)
- Ia boius': literaturnaia kritika, publitsistika, vospominaniia, 1999 (ed. A.Iu. Galushkin)
- Sobranie sochinenii, 2003–04 (3 tập, ed. St. Nikonenko và A. Tiurina)